# SóNós
SóNós é o segundo álbum solo da vocalista e letrista do Kid Abelha Paula Toller, lançado pela Warner Music Brasil em 28 de junho de 2007. O single "Meu Amor Se Mudou pra Lua" ganhou disco de platina, pela ABPD por 100 mil cópias vendidas (de downloads pagos da música) no Brasil.

## Faixas
1. "? (O Q é Q Eu Sou)" (Erasmo Carlos) – 3:12
2. "All Over" (Donavon Frankenreiter, Paul Ralphes, Caio Fonseca, Toller) – 3:22
3. "À Noite Sonhei Contigo" (Kevin Johansen / Versão: Toller) – 3:52
4. "Pane de Maravilha" (Dado Villa-Lobos, Toller, Fausto Fawcet) / Música incidental: "Cidade Maravilhosa" (André Filho) – 3:28
5. "If You Won't" (Jesse Harris) – 2:21
6. "Meu Amor Se Mudou pra Lua" (Nenung) – 3:19
7. "Tudo Se Perdeu" (Rufus Wainwright / Versão: Toller) – 2:43
8. "Long Way from Home" (Harris) – 2:09
9. "Barcelona 16" (Toller, Ralphes, Fonseca) – 3:59
10. "Eu Quero Ir Pra Rua" (Coringa, Toller) – 3:50
11. "Um Primeiro Beijo" (Toller, Ralphes, Fonseca) – 2:54
12. "Você me Ganhou de Presente" (Ralphes, Coringa, Toller) – 3:50
13. "Rústica" (Villa-Lobos, Toller) – 3:10
14. "Glass (I'm So Brazilian)" (Johansen) – 3:58